# کالج برین مار
کالج برین مار (به انگلیسی: Bryn Mawr College) یک کالج زنانه در ایالات متحده آمریکا است که در پنسیلوانیا واقع شده‌است.